# Akustycznie (singel)
Akustycznie – drugi singiel Urszuli promujący jej album Akustycznie.
(muz. Romuald Lipko / sł. Marek Dutkiewicz)

## Lista utworów
- „Dmuchawce, latawce, wiatr” (5:27)
- „Za Twoje zdrowie mała” (4:39)

## Twórcy
- Urszula – vocal
- Stanisław Zybowski – gitara akustyczna
- Wojtek „Puzon” Kuzyk – bass
- Robert „Misiek” Szymański – perkusja
- Mariusz Fazi Mielczarek – saksofon
- Sławek „Jasiek” Piwowar – gitara akustyczna, fortepian
- Małgorzata Paduch – chórki
- Gościnnie:
- Jan Borysewicz – gitara akustyczna
- José Torres – instrumenty perkusyjne
- Smyczkowy Kwartet Podlaski w składzie:
- Maciej Przeździęk – I skrzypce
- Paweł Dawidowicz – II skrzypce
- Henryk Najda – altówka
- Wojciech Kopijkowski – wiolonczela

- Nagrania pochodzą z płyty Urszula „Akustycznie”
- Realizacja nagrań – Paweł Skura, Remigiusz Białas
- Mastering – Grzegorz Piwkowski
- Zdjęcie – Beata Wielgosz z sesji zdjęciowej miesięcznika „Pani”
- Projekt graficzny – Adah Studio